# Annie (pel·lícula de 2014)
Annie (2014) és una comèdia dramàtica musical estatunidenca, dirigida per Will Gluck i produïda per Jay-Z i Will Smith. És protagonitzada per Quvenzhané Wallis i Jamie Foxx en el paper de Will Stacks, una versió actualitzada de Daddy Warbucks. És una adaptació contemporània del musical homònim que, en canvi, es basa en la tira còmica de 1924ː La petita òrfena Annie de Harold Gray.
La tercera adaptació cinematogràfica després de la pel·lícula de 1982 de Columbia Pictures i la pel·lícula per a televisió de 1999 de Disney, va començar la seva producció l'agost de 2013 i es va estrenar el 19 de desembre de 2014 als Estats Units. Ha estat doblada al català.

## Argument
La història es desenvolupa a la contemporània Ciutat de Nova York. Annie és una nena òrfena que viu sota la crueltat de la senyoreta Hannighan, qui s'aprofita de la situació per rebre una ridícula suma de diners la qual inverteix en els seus plaents vicis. Annie va ser portada a una llar d'acollida quan era tot just un bebè, amb la promesa que tornarien per ella algun dia, però va acabar tenint una dura vida des de llavors. No obstant això, la seva espontaneïtat i alegria per la vida romanen intactes, sempre alegre cantant i ballant d'un costat a l'altre, sense perdre mai l'esperança de trobar els seus pares. Les seves companyes d'habitació viuen la mateixa situació, són nenes que no tenen família, a l'espera que algú les adopti. Excepte la més gran, que és una adolescent de 13 anys i té la nul·la esperança de ser adoptada per la seva edat, les noies dipositen tota la seva fe i esperança en la motivació que Annie els genera cada dia.
No obstant això, la vida d'Annie fa un gir de 180 graus des del moment en què Will Stacks, un ric empresari i aspirant a alcalde de la ciutat, rescata Annie de ser atropellada, ja que ella creua el carrer, corrent darrere de dos nois que maltracten a un gos, sense adonar-se que un automòbil passava per la carretera a gran velocitat, però per sort el magnat i candidat a alcalde Will Stacks aconsegueix salvar-la. A partir d'aquest moment, Grace, la secretària de Will Stacks, i el seu astut assessor de campanya, Guy, li suggereixen que utilitzi la petita nena com a estratègia per a la seva campanya política. Al principi Mr. Stacks no sembla estar molt convençut de fer aquest acte de "caritat", i més per l'estil de vida tan atrafegat que porta, però veient-ho des del punt de què aquest moviment podria assegurar el seu triomf en les eleccions, decideix que el millor és adoptar la nena temporalment per així aconseguir el seu objectiu final. Stacks creu que ell és l'àngel guardià de la nena, però la seguretat en si mateixa i la seva naturalesa alegre i optimista sembla que demostren el contrari. És Annie qui li està donant una lliçó de vida a Will Stacks.
Ens trobem amb una història commovedora, on la música té un paper essencial.

## Repartiment
- Jamie Foxx com a William "Will" Stacks, un acabalat polític basat en Oliver Warbucks.
- Quvenzhané Wallis com a Annie, una òrfena en una casa d'acollida que desitja trobar als seus pares.
- Rose Byrne com a Grace Farrell, la fiable assistent personal de Stacks i figura materna d'Annie.
- Bobby Cannavale com a Guy un "assessor polític controvertit" que treballa per Stacks.
- Cameron Diaz com la Senyoreta Colleen Hannigan, la dona obsessiva-compulsiva encarregada de la casa d'acollida on resideix Annie.
- Adewale Akinnuoye-Agbaje com a Nash, "el fort, però encantador guardaespatlles i xofer de Stacks i un bon amic d'Annie".
- Tracie Thoms i Dorian Missick com els pares de pega d'Annie, basats en els personatges Lily St. Regis i Rooster Hannigan.
- David Zayas com a Lou, el propietari d'un negoci local que és amic d'Annie i està enamorat de la senyoreta Hannigan.
- Peter Van Wagner com a Harold Gray, l'oponent de Stacks per l'alcaldia. El nom "Harold Gray" fa referència al creador de la tira còmica La petita òrfena Annie.

### Les òrfenes
- Nicolette Pierini com a Mia, l'òrfena menor.
- Amanda Troya com a Pepper Ulster, l'òrfena major.
- Eden Duncan-Smith com a Isabella, una de les òrfenes.
- Zoe Margaret Colletti com a Tessie Dutchess, una de les òrfenes.

Michael J. Fox, Patricia Clarkson, Mila Kunis, Ashton Kutcher, Bobby Moynihan, Sia i Rihanna fan cameos a la pel·lícula.

## Banda sonora
La banda sonora conté cançons de la producció original de Broadway, escrita pel compositor Charles Strouse i el lletrista Martin Charnin, amb arranjaments de l'australiana Sia i el nord-americà Greg Kurstin. L'àlbum, amb la producció executiva de Kurstin, inclou cançons de la pel·lícula interpretades per Wallis, Diaz, Foxx, Byrne, Cannavale, Troia, Smith, Pierini, i Colletti. Sia i Kurstin van escriure tres cançons noves per a la banda sonora, incloent-hi "Opportunity", "Who Am I?", I "Moonquake Lake". Sia també va compondre en companyia "The City 's Yours" amb Stargate. Matt Sullivan va fer de supervisor musical de la pel·lícula.

### Llista de cançons
| Núm. | Títol                                                        | Intérprete(s)                                                                                 | Durada |
| ---- | ------------------------------------------------------------ | --------------------------------------------------------------------------------------------- | ------ |
| 1.   | «Overture»                                                   | Reparto de Annie                                                                              | 1:37   |
| 2.   | «Maybe»                                                      | Quvenzhané Wallis, Zoe Margaret Colletti, Nicolette Pierini, Eden Duncan-Smith i Amanda Troya | 2:49   |
| 3.   | «It's the Hard-Knock Life»                                   | Quvenzhané Wallis, Zoe Margaret Colletti, Nicolette Pierini, Eden Duncan-Smith y Amanda Troya | 2:10   |
| 4.   | «Tomorrow»                                                   | Quvenzhané Wallis                                                                             | 2:33   |
| 5.   | «I Think I'm Gonna Like It Here (nueva versión)»             | Quvenzhané Wallis, Rose Byrne i Stephanie Kurtzuba                                            | 3:31   |
| 6.   | «You're Never Fully Dressed Without a Smile (nueva versión)» | Sia                                                                                           | 3:10   |
| 7.   | «Moonquake Lake»                                             | Sia & Beck                                                                                    | 2:53   |
| 8.   | «Little Girls (nueva versión)»                               | Cameron Diaz                                                                                  | 2:17   |
| 9.   | «The City's Yours»                                           | Jamie Foxx y Quvenzhané Wallis                                                                | 3:12   |
| 10.  | «Opportunity»                                                | Quvenzhané Wallis                                                                             | 3:06   |
| 11.  | «Easy Street (nueva versión)»                                | Cameron Diaz y Bobby Cannavale                                                                | 2:16   |
| 12.  | «Who Am I?»                                                  | Jamie Foxx, Cameron Diaz y Quvenzhané Wallis                                                  | 3:20   |
| 13.  | «I Don't Need Anything But You (nueva versión)»              | Jamie Foxx, Quvenzhané Wallis y Rose Byrne                                                    | 2:25   |
| 14.  | «Tomorrow (Reprise)»                                         | Reparto de Annie                                                                              | 1:31   |
| 15.  | «Opportunity (esta versión no aparece en la película)»       | Sia                                                                                           | 3:14   |

## Estrena
Annie va arribar als teatres el 19 de desembre de 2014 als Estats Units, i un dia després al Regne Unit. Als EUA, la pel·lícula va ser qualificada PG per contenir "llenguatge moderat i humor cru", i al Regne Unit va obtenir la classificació PG per "llenguatge groller lleu".

### Pirateria
La pel·lícula es va filtrar a les xarxes P2P el 27 de novembre de 2014, tres setmanes abans de l'estrena prevista. Juntament amb aquesta, es va filtrar Cors de ferro i altres tres pel·lícules de Sony que no s'han estrenat: Sr. Turner, Still Alice i To Write Love on Her Arms. Tres dies després d'haver-se presentat les filtracions, Annie havia estat descarregada per un estimat de 206 000 IP úniques (comparada amb Cors de ferro, que va ser descarregada 1,2 milions de vegades en el mateix període). Els analistes de la indústria van expressar que la filtració no afectaria a gran escala l'estrena oficial de la pel·lícula.

## Premis i nominacions
| Premi/Festival                  | Cerimònia           | Categoria                         | Nominats                                          | Resultat |
| ------------------------------- | ------------------- | --------------------------------- | ------------------------------------------------- | -------- |
| Critics' Choice Award           | 15 de gener de 2015 | Millor actor jove                 | Quvenzhané Wallis                                 | Nominada |
| Premis Globus d'Or              | 12 de gener de 2015 | Millor actriu - Comèdia o musical | Quvenzhané Wallis                                 | Nominada |
| Premis Globus d'Or              | 12 de gener de 2015 | Millor cançó original             | Opportunity Sia Furler, Will Gluck y Greg Kurstin | Nominada |
| Nickelodeon Kids' Choice Awards | 28 de març de 2015  | Millor Actriu de Cine             | Cameron Diaz                                      | Nominada |
| Nickelodeon Kids' Choice Awards | 28 de març de 2015  | Millor dolenta                    | Cameron Diaz                                      | Nominada |